# Melanothrix albidior
Melanothrix albidior är en fjärilsart som beskrevs av Rothschild 1917. Melanothrix albidior ingår i släktet Melanothrix och familjen Eupterotidae. Inga underarter finns listade i Catalogue of Life.